# 青山学院大学文学部
青山学院大学文学部（あおやまがくいんだいがくぶんがくぶ）は、青山学院大学が設置する文学部。

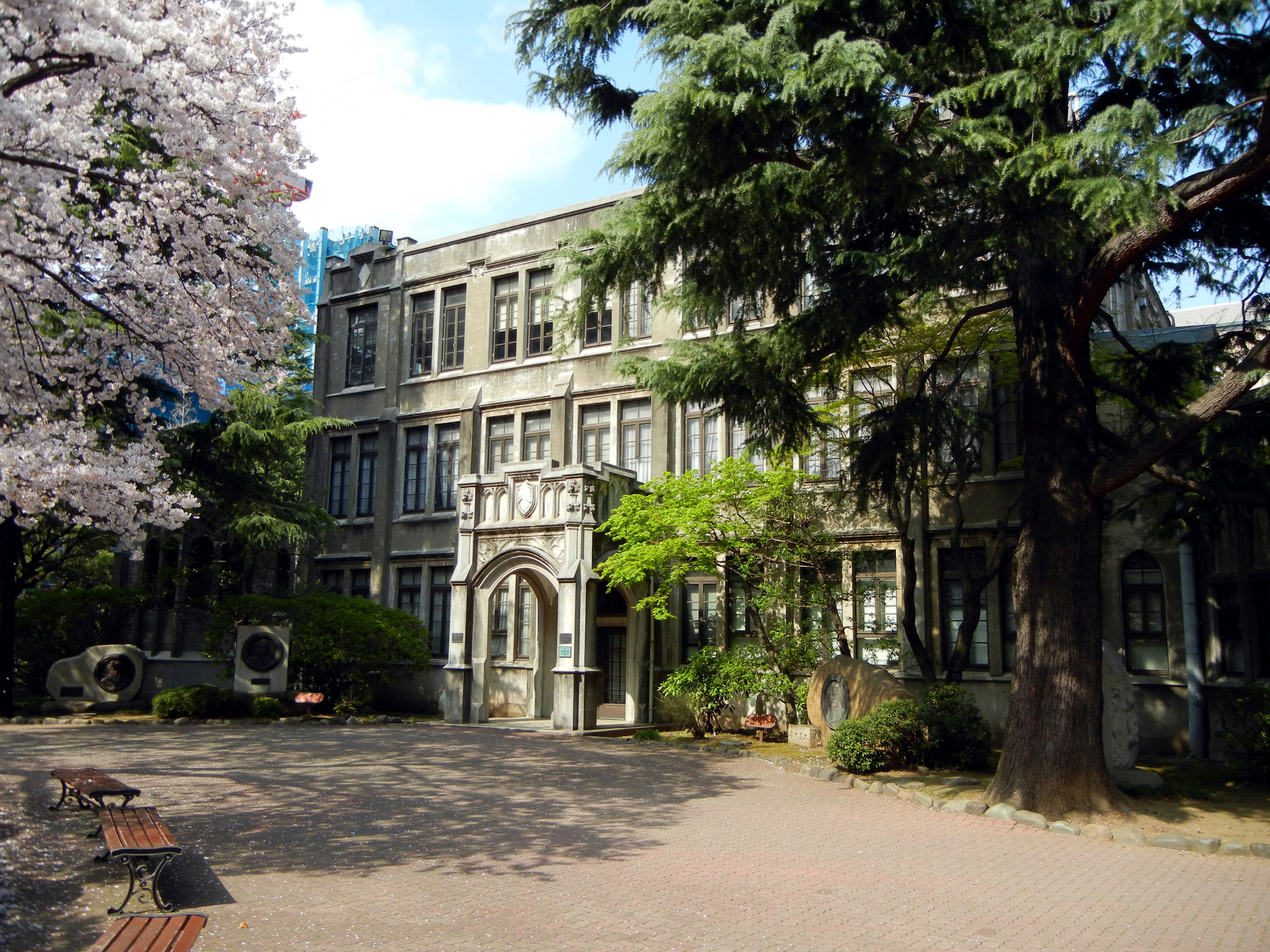
ベリーホール
（日本国登録有形文化財）

## 概要
青山学院大学文学部は、1949年に新制大学として認可され、青山学院大学として発足した際に、商学部（現在の経済学部）、工学部と共に設置された青山学院大学最古の歴史を持つ学部である。青山学院大学は、東京英和学校を前身としていることから分かるように、長年、英語教育を重視しており、「英語の青山」と称されることもある。その中でも、文学部は英米文学科を設置しており、青山学院の英語教育の中枢を担っていると言えよう。しかし、1944年に太平洋戦争の影響から専門部を閉鎖し、英語教育を中断した歴史もある。戦後の1946年、青山学院専門学校の中で英語教育は再開された。1949年、新制大学として認可を受けて文学部、商学部、工学部が設置され、文学部には英米文学科、基督教学科が置かれた。翌年の1950年には、教育学科および各学科の第二部が設置される。1961年、基督教学科が神学科に改称され、日本基督教団認可神学校となった。その後は、フランス文学科、日本文学科、史学科、心理学科が設置され、一方で神学科は廃止された。2009年、教育学科および心理学科は教育人間科学部教育学科、同学部心理学科として独立。2011年には第二英米文学科が廃止され第二部は消滅。2012年の比較芸術学科の設置を経て現在に至る。
青山学院大学文学部は、英米文学科、フランス文学科、日本文学科、史学科、比較芸術学科の5学科から形成される。「英語の青山」に代表される文学部英米文学科では、特に英語教育に力を入れている。

## 沿革
- 1874年 - ドーラ・E・スクーンメーカーにより麻布新堀町に女子小学校が創設、後の青山学院のルーツの1つとなる
- 1881年 - 東京英学校ができる
- 1883年 - 東京英学校が青山に移り東京英和学校に改称
- 1894年 - 東京英和学校を青山学院に改称
- 1904年 - 青山学院高等科・神学部が専門学校に認可
- 1915年 - 高等科を高等部と改称
- 1916年 - 高等部に人文科、英語師範科、実業科を設置
- 1922年 - 人文科を廃し、英文科を設置
- 1925年 - 高等部英文科を文科と改称
- 1929年 - 高等部と神学部の総合名称を専門部とする
- 1943年 - 神学部を閉鎖、日本東部神学校に合同
- 1944年 - 専門部を閉鎖し明治学院専門学校に合同、青山学院工業専門学校を設置
- 1946年 - 青山学院工業専門学校を青山学院専門学校に改称、英文科・経済科・機械科・土木建築科を設置
- 1949年 - 新制大学として認可、文学部、商学部、工学部を設置、文学部には英米文学科、基督教学科が置かれる
- 1950年 - 第二部英米文学科、教育学科、第二教育学科、第二部基督教学科を設置
- 1954年 - 関西学院大学神学部との間に交換教授制度を設ける[3]
- 1961年 - 基督教学科を神学科に改組、第二部基督教学科を廃止
- 1962年 - フランス文学科を設置
- 1966年 - 日本文学科を設置
- 1968年 - 史学科を設置
- 1971年 - 東京神学大学除籍者の文学部神学科への編入学をめぐって文学部教授会と理事会が対立し、学長が抗議辞職する[4]
- 1977年 - 神学科を廃止
- 2001年 - 文学部教育学科心理学専修コースを文学部心理学科へ改組
- 2009年 - 第二部教育学科を廃止、文学部教育学科と文学部心理学科を教育人間科学部教育学科、教育人間科学部心理学科に改組
- 2011年 - 第二英米文学科を廃止
- 2012年 - 比較芸術学科を設置

## 学部・学科
- 文学部
  - 英米文学科
  - フランス文学科
  - 日本文学学科
  - 史学科
  - 比較芸術学科